# Cos progenitor
El terme cos progenitor s'utilitza en meteorítica per definir un cos celeste què ha originat un meteorit o pluja de meteors.

## Identificació
La forma més senzilla de correlacionar un meteorit amb un cos progenitor és, quan el cos progentor encara existeix. Aquest és el cas dels meteorits lunars o meteorits marcians. Mostres de meteorits lunars es poden comparar amb mostres del programa Apollo. Els meteorits marcians es poden comparar amb les anàlisis dutes a terme per rovers, com el Curiosity.
Els meteorits també es poden comparar amb les classes espectrals d'asteroides. Per tal d'identificar el cos progenitor d'una classe de meteorits, els científics comparen la seva albedo i els espectres amb els d'altres cossos coneguts. Aquests estudis mostren que algunes classes de meteorits estan estretament relacionades a alguns asteroides. These studies show that some meteorite classes are closely related to some asteroids. Els meteorits HED per exemple estan correlacionats amb 4 Vesta.